# Ludwig Zettl
Ludwig von Zettl (5. května 1821 Velké Zboží, nyní Poděbrady, 14. dubna 1891 Vídeň) byl česko-rakouský architekt a stavitel, činný v období historismu. Proslavil se hlavně stavbami nemocnic.

## Život a kariéra
Narodil se v rodině  Johanna Zettla státního úředníka z Poděbrad. Od roku 1839 studoval architekturu na pražské polytechnice a v letech 1843–1844 pokračoval na Polytechnickém institutu ve Vídni. Poté byl přijat jako praktikant mezi členy dvorní stavební rady a zároveň do roku 1847 studoval na vídeňské Akademii výtvarných umění ve škole architektury. Po ukončení studií pracoval ve státním stavebním oddělení. Byl tam velmi úspěšný. Od roku 1850 se podílel na plánování a realizaci většiny státních nemocnic a věznic ve Vídni, Budapešti a dalších městech monarchie (např. Salcburk).
Když byl od roku 1859 státní stavební odbor podřízen ministerstvu vnitra, byl Zettl jmenován c. a k. projektantem 1. třídy. V letech 1859–1865 byl členem vídeňské stavební komise a jako technický zástupce ministerstva členem komise pro rozšíření města Vídně. 
Za úspěšnou kariéru vrchního stavebního rady obdržel řadu ocenění, kromě Řádu Františka Josefa ještě Řád železné koruny III. třídy z roku 1882, spolu s povýšením do rytířského stavu. Od roku 1863 byl Zettl členem vídeňského Künstlerhausu.

## Stavby (výběr)
Veřejné stavby a činžovní domy, převážně v novorenesančním stylu
- Nemocnice v Bratislavě (1860)
- Patologicko-anatomický ústav ve Všeobecné nemocnici (1859-1862), Spitalgasse, Vídeň
- Nemocnice a klinika Rudolf-Stiftung (1859-1864), Boerhaavegasse 8, Vídeň 3, podle plánů Josefa Horkého, rozsáhlý areál budov s kaplí a lázněmi; 1970 nahrazen novostavbou
- Nemocnice v Sibiu, v Sedmihradsku (1860)
- Christinenhof, Schubertring 9, Vídeň 1
- Leitenbergerův palác a obchodní dům ve Vídni (stržen po roce 1945)
- Palác Wehli pro Augusta von Wehli,  Elisabethstrasse 5, Vídeň 1 (1969-1871)
- Psychiatrická klinika Lipotmezö v Budapešti (zrušená)
- Dům pro matky a sirotky v Krakově (1870)
- Blázinec v Sankt Petěrburgu
- Nárožní dům čp. 1568/23, Washingtonova 23, Praha-Nové Město; (projekt 1878-1879) realizoval stavitel Josef Kandert [1]

## Galerie

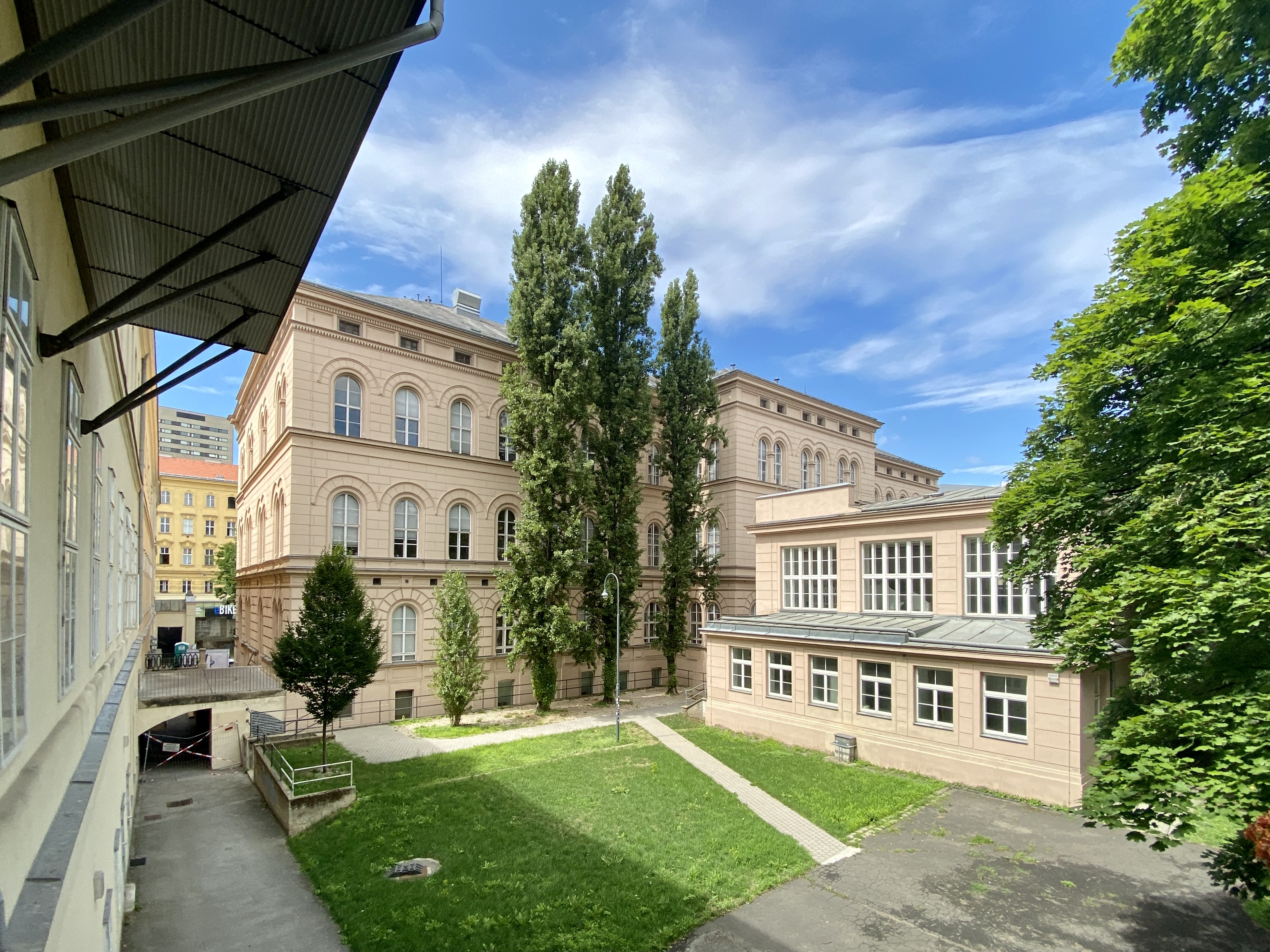
Patologicko-anatomický institut
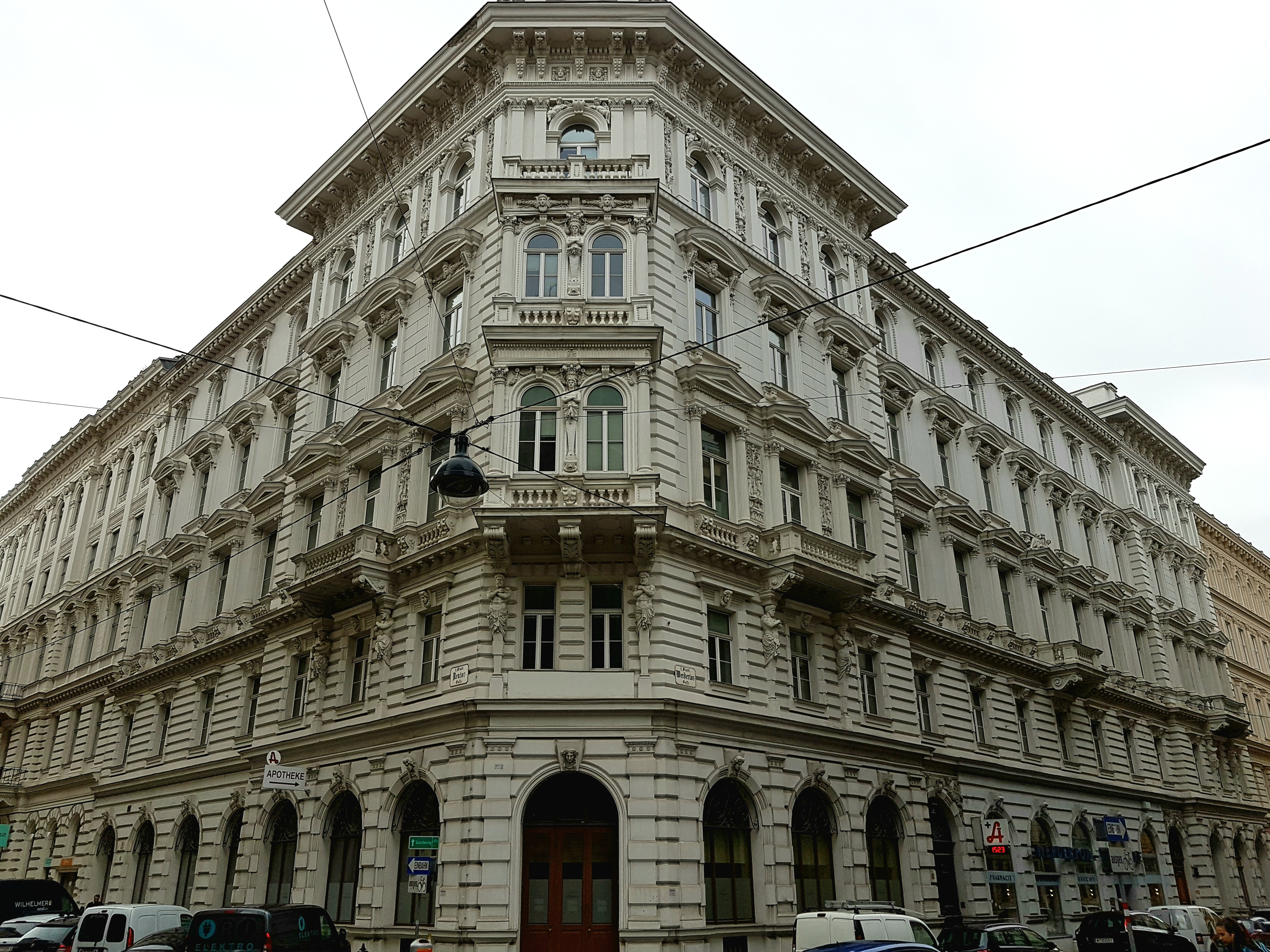
Dům ve Vídni, Werdertorgasse 5
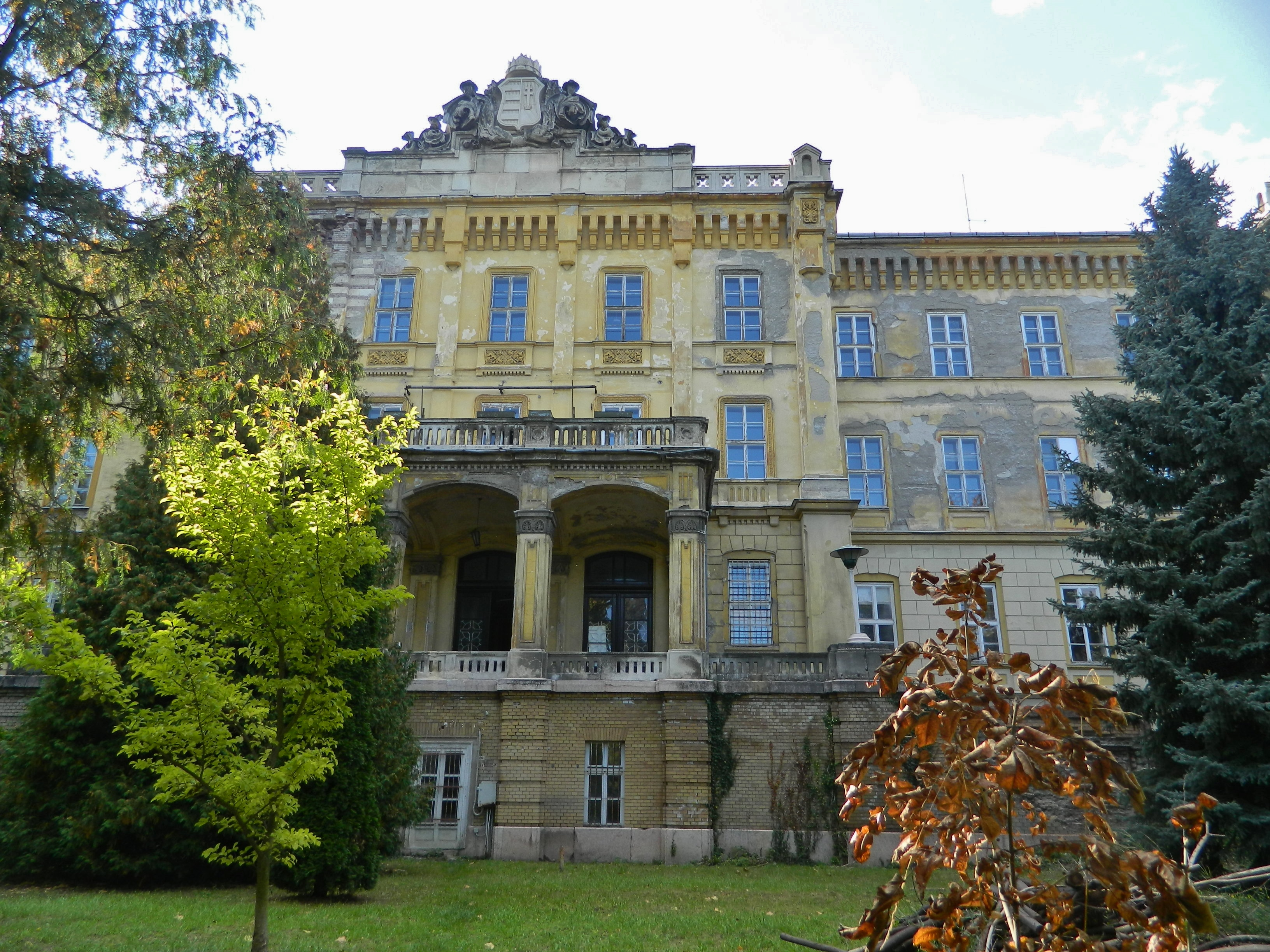
Klinika Lipótmezei v Budapešti